# China Linda (Lima)
China Linda es un despoblado peruano ubicado en el distrito de Huancapón, perteneciente a la provincia de Cajatambo del departamento de Lima, al centro oeste del Perú. 

## Ubicación
China Linda se ubica al noroeste de la provincia de Cajatambo, en el distrito de Huancapón, en el departamento de Lima.

## Demografía
En 1993 China Linda tenía una población de 2 habitantes, mientras que en 2017 no tuvo a ningún habitante empadronado, y tenía 1 vivienda.
| Gráfica de evolución demográfica de China Linda entre 1993 y 2017 |
|                                                                   |
| Fuentes: Población 1993 y 2017                                    |